# Abbas Zandi
Abbas Zandi, né le 3 juin 1930 à Téhéran et mort le 30 octobre 2017 dans la même ville, est un lutteur libre iranien.

## Carrière
Abbas Zandi remporte une médaille d'or aux Championnats du monde de lutte 1954 dans la catégorie des moins de 79 kg. Il est également médaillé d'or aux Jeux asiatiques de 1958 dans la catégorie des plus de 87 kg.
Il dispute trois éditions des Jeux olympiques (1948, 1952 et 1956).